# Leggende (Liszt)
Le Leggende sono due composizioni di Franz Liszt, di ispirazione religiosa.
La prima è tratta dal XVI capitolo dei Fioretti di Francesco d'Assisi dal titolo La Predicazione agli Uccelli, ed in essa è evidente l'uso degli arpeggi e del cromatismo per ricordare il suono degli uccelli.
La seconda fa parte del XXXV capitolo della Vita di San Francesco di Paola, che narra del miracolo dell'attraversamento dello stretto di Messina, e la potenza dell'episodio centrale descrive la pacificazione degli elementi marini.